# Plivanje na Mediteranskim igrama 2013.
Plivanje na Mediteranskim igrama 2013. održavalo se od 21. do 25. lipnja na bazenima u Yenisehiru. Sportaši su se natjecati u 38 disciplina i dvije paraolimpijske discipline.

## Osvajači medalja

### Muškarci
| Disciplina        |                                                                   |                                                                              |                                                                             |  |  |  |
| 50 m slobodno     | Marco Orsi                                                        | Luca Dotto                                                                   | Kristian Gkolomeev                                                          |  |  |  |
| 100 m slobodno    | Luca Leonardi                                                     | Kemal Arda Gurdal                                                            | Luca Dotto                                                                  |  |  |  |
| 200 m slobodno    | Velimir Stjepanović                                               | Oussama Mellouli                                                             | Simon Guerin                                                                |  |  |  |
| 400 m slobodno    | Velimir Stjepanović                                               | Oussama Mellouli                                                             | Simon Guerin                                                                |  |  |  |
| 1500 m slobodno   | Oussama Mellouli                                                  | Luca Baggio                                                                  | Matteo Furlan                                                               |  |  |  |
|                   |                                                                   |                                                                              |                                                                             |  |  |  |
| 50 m leđno        | Stefano Mauro Pizzamiglio                                         | Niccolo Bonacchi                                                             | Juan-Francisco Segura Gutierrez                                             |  |  |  |
| 100 m leđno       | Matteo Milli                                                      | Benjamin Stasiulis                                                           | Juan-Francisco Segura Gutierrez                                             |  |  |  |
| 200 m leđno       | Benjamin Stasiulis                                                | Federico Turrini Damiano Lestingi                                            |                                                                             |  |  |  |
|                   |                                                                   |                                                                              |                                                                             |  |  |  |
| 50 m prsno        | Damir Dugonjic                                                    | Andrea Toniato                                                               | Čaba Silađi                                                                 |  |  |  |
| 100 m prsno       | Fabio Scozzoli                                                    | Andrea Toniato                                                               | Panagiotis Samilidis                                                        |  |  |  |
| 200 m prsno       | Panagiotis Samilidis                                              | Flavio Bizzarri                                                              | Dimitros Koulouris                                                          |  |  |  |
|                   |                                                                   |                                                                              |                                                                             |  |  |  |
| 50 m leptir       | Ivan Lenđer                                                       | Piero Codia                                                                  | Jose Canizares                                                              |  |  |  |
| 100 m leptir      | Ivan Lenđer                                                       | Matteo Rivolta                                                               | Piero Codia                                                                 |  |  |  |
| 200 m leptir      | Velimir Stjepanović                                               | Stefanos Dimitriadis                                                         | Francesco Pavone                                                            |  |  |  |
|                   |                                                                   |                                                                              |                                                                             |  |  |  |
| 200 m I.M.        | Federico Turrini                                                  | Oussama Mellouli                                                             | Andreas Vazaios                                                             |  |  |  |
| 400 m I.M.        | Oussama Mellouli                                                  | Federico Turrini                                                             | Taki Mrabet                                                                 |  |  |  |
|                   |                                                                   |                                                                              |                                                                             |  |  |  |
| 4x100 m slobodno  | Gianluca Maglia Marco Orsi Luca Leonardi Luca Dotto               | Doğa Çelik Iskender Baslakov Furkan Deniz Maraşlı Kemal Arda Gürdal          | Kristian Golomeev Fotios Koliopoulos Odyssefs Meladinis Christos Katrantzis |  |  |  |
| 4x200 m slobodno  | Alex Di Giorgio Damiano Lestingi Gianluca Maglia Federico Turrini | Simon Guérin Eric Ress Ganesh Pedurand Benjamin Stasiulis                    | Kemal Arda Gürdal Nezir Karap Furkan Deniz Maraşlı Doğa Çelik               |  |  |  |
| 4x100 m mješovito | Matteo Milli Andrea Toniato Piero Codia Gianluca Maglia           | Andreas Vazaios Panagiotis Samilidis Stefanos Dimitriadis Kristian Gkolomeev | Güven Duvan Demir Atasoy Kaan Türker Ayar Kemal Arda Gürdal                 |  |  |  |

| Disciplina        |                                                                        |                                                                                  |                                                                         |  |  |  |
| 50 m slobodno     | Anna Santamans                                                         | Silvia Di Pietro                                                                 | Burcu Dolunay                                                           |  |  |  |
| 100 m slobodno    | Theodora Drakou                                                        | Erika Ferraioli                                                                  | Silvia Di Pietro                                                        |  |  |  |
| 200 m slobodno    | Martina De Memme                                                       | Mojca Sagmeister                                                                 | Diletta Carli                                                           |  |  |  |
| 400 m slobodno    | Martina De Memme                                                       | Anja Klinar                                                                      | Claudia Dasca                                                           |  |  |  |
| 800 m slobodno    | Martina De Memme                                                       | Aurora Ponsele                                                                   | Claudia Dasca                                                           |  |  |  |
|                   |                                                                        |                                                                                  |                                                                         |  |  |  |
| 50 m leđno        | Sanja Jovanović                                                        | Theodora Drakou                                                                  | Arianna Barbieri                                                        |  |  |  |
| 100 m leđno       | Elena Gemo                                                             | Theodora Drakou                                                                  | Juan-Francisco Segura Gutierrez                                         |  |  |  |
| 200 m leđno       | Ambra Esposito                                                         | Margherita Panziera                                                              | Halime Zülal Zeren                                                      |  |  |  |
|                   |                                                                        |                                                                                  |                                                                         |  |  |  |
| 50 m prsno        | Michella Guzzetti                                                      | Dilara Buse Günaydın                                                             | Giulia De Ascentis                                                      |  |  |  |
| 100 m prsno       | Giulia De Ascentis                                                     | Jèssica Vall Montero                                                             | Dilara Buse Günaydın                                                    |  |  |  |
| 200 m prsno       | Jèssica Vall Montero                                                   | Elisa Celli                                                                      | Dilara Buse Günaydın                                                    |  |  |  |
|                   |                                                                        |                                                                                  |                                                                         |  |  |  |
| 50 m leptir       | Farida Osman                                                           | Anna Santamans                                                                   | Silvia Di Pietro                                                        |  |  |  |
| 100 m leptir      | Ilaria Bianchi                                                         | Elena Di Liddo                                                                   | Béryl Gastaldello                                                       |  |  |  |
| 200 m leptir      | Velimir Stjepanović                                                    | Stefanos Dimitriadis                                                             | Francesco Pavone                                                        |  |  |  |
|                   |                                                                        |                                                                                  |                                                                         |  |  |  |
| 200 m leđno       | Stefania Pirozzi                                                       | Anja Klinar                                                                      | Emanuela Albenzi                                                        |  |  |  |
| 200 m I.M.        | Anja Klinar                                                            | Stefania Pirozzi                                                                 | Carlotta Toni                                                           |  |  |  |
| 400 m I.M.        | Anja Klinar                                                            | Maria Vilas Vidal                                                                | Claudia Dasca Romeu                                                     |  |  |  |
|                   |                                                                        |                                                                                  |                                                                         |  |  |  |
| 4x100 m slobodno  | Anna Santamans Lauriane Haag Mathilde Cini Béryl Gastaldello           | Stavroula Karantakou Kristel Vourna Theodora Giareni Theodora Drakou             | Esra Kübra Kaçmaz Halime Zulal Zeren Gizem Bozkurt Burcu Dolunay        |  |  |  |
| 4x200 m slobodno  | Chiara Masini Luccetti Diletta Carli Stefania Pirozzi Martina De Memme | Lidón Muñoz Claudia Dasca Romeu Catalina Corró Lorente Marta González Crivillers | Anja Klinar Mojca Sagmeister Špela Bohinc Tanja Šmid                    |  |  |  |
| 4x100 m mješovito | Elena Gemo Giulia De Ascentis Elena Di Liddo Silvia Di Pietro          | Lidón Muñoz Jessica Vall Montero Carla Campo Casajus Marta González Crivillers   | Theodora Drakou Maria Georgia Michalaka Kristel Vourna Theodora Giareni |  |  |  |